# Cynognathus
A Cynognathus az emlősszerűek (Synapsida) csoportjának a Therapsida rendjébe, ezen belül a Cynognathidae családjába tartozó triász kori kihalt nem. Ebből a nemből, eddig csak a Cynognathus crateronotus nevű fajt fedezték fel.
A Cynognathus crateronotus a kora triász és középső triász korszakok idején élt, körülbelül 247 – 237 millió évvel ezelőtt. Ez az egy méteres, ragadozó életmódot folytató emlősszerű állat, inkább abba a csoportba tartozik, amelyik egyre jobban hasonlított a mai emlősökre, az úgynevezett Eucynodontia-csoportba. Az állat maradványait, majdnem a Föld összes pontján meg lehet találni; Dél-Amerikától kezdve, a Dél-afrikai Köztársaságon keresztül egészen Kínáig és az Antarktiszig is.

## Nevei
A nemének a neve, a Cynognathus, görög összetett szó, amelynek jelentése „kutya állkapocs”. Mielőtt megkapja a mai nevét, ezt az állatot többször is átnevezték. Ezek a korábbi nevei: Cistecynodon, Cynidiognathus, Cynogomphius, Karoomys, Lycaenognathus, Lycochampsa, Lycognathus, és Nythosaurus. E nevek mellett, 1876-ban Richard Owen a Yale Egyetemhez tartozó Peabody Museum of Natural Historyban őrzött maradványokat Nythosaurusnak nevezte el. Manapság a Cynognathus az egyetlen képviselője családjának, a Cynognathidaenak. Most a vita arról folyik, hogy vajon egy vagy több faj tartozik ebbe a nembe.
A Cynognathus crateronotust korábban a következő nevek alatt ismerték: Cistecynodon parvus, Cynidiognathus broomi, Cynidiognathus longiceps, Cynidiognathus merenskyi, Cynognathus beeryi, Cynognathus minor, Cynognathus platyceps, Cynogomphius berryi, Karoomys browni, Lycaenognathus platyceps, Lycochampsa ferox, Lycognathus ferox és Nythosaurus browni. Első ránézésre, a 15 különböző név, kissé soknak tűnik egy kisméretű, mezozoikumi állatnak, de a sok nevével mégsem tartja rekordot az átnevezések terén, mivel ezt a rekordot a Plateosaurus engelhardti nyerte el, több mint 20 átnevezéssel.
A Karoomys, Cistecynodon és Nythosaurus neveket, fiatal példányok kapták, míg a Lycognathus cucullatus valójában a Baleár-szigeteken felfedezett kígyó neve, de ezt még bizonyítani kéne.

## Megjelenése
A Cynognathus tömzsi testű, körülbelül 1 méter hosszú állat volt. A 30 centiméter hosszú fején széles állkapocs volt, amelyben éles fogak ültek. A hátsó lábai a test alatt helyezkedtek el, éppen úgy, mint a mai emlősöknél, viszont a mellső lábai, már hüllőszerűen a test oldalából nőttek ki.
Többféle foggal rendelkezett, ami arra hagy következtetni, hogy ez az állat feldolgozta a táplálékát mielőtt lenyelte volna. Az állatnál jelent volt a másodlagos szájpad is, ami lehetővé tette, hogy nyelés közben is lélegezhetett.
A bordák hiánya a hasban, arra utalnak, hogy a Cynognathusnak jó rekeszizma volt; ez az izom segíti az emlősöket a légzésben. A koponya elülső részén levő gödröcskék és mélyedések azt mutatják, hogy itt az idegek és az erek sűrűn voltak. Az emlősöknél ezek a gödröcskék a szőrszálak és bajuszszálak jelenlétét bizonyítják.

## Főbb lelőhelyei
Cynognathus maradványokat találtak a Karoo-medencében, a Puesto Viejo Formation-ban és a Mount Kirkpatrick Formation-ban.

## Különböző Cynognathus koponyák

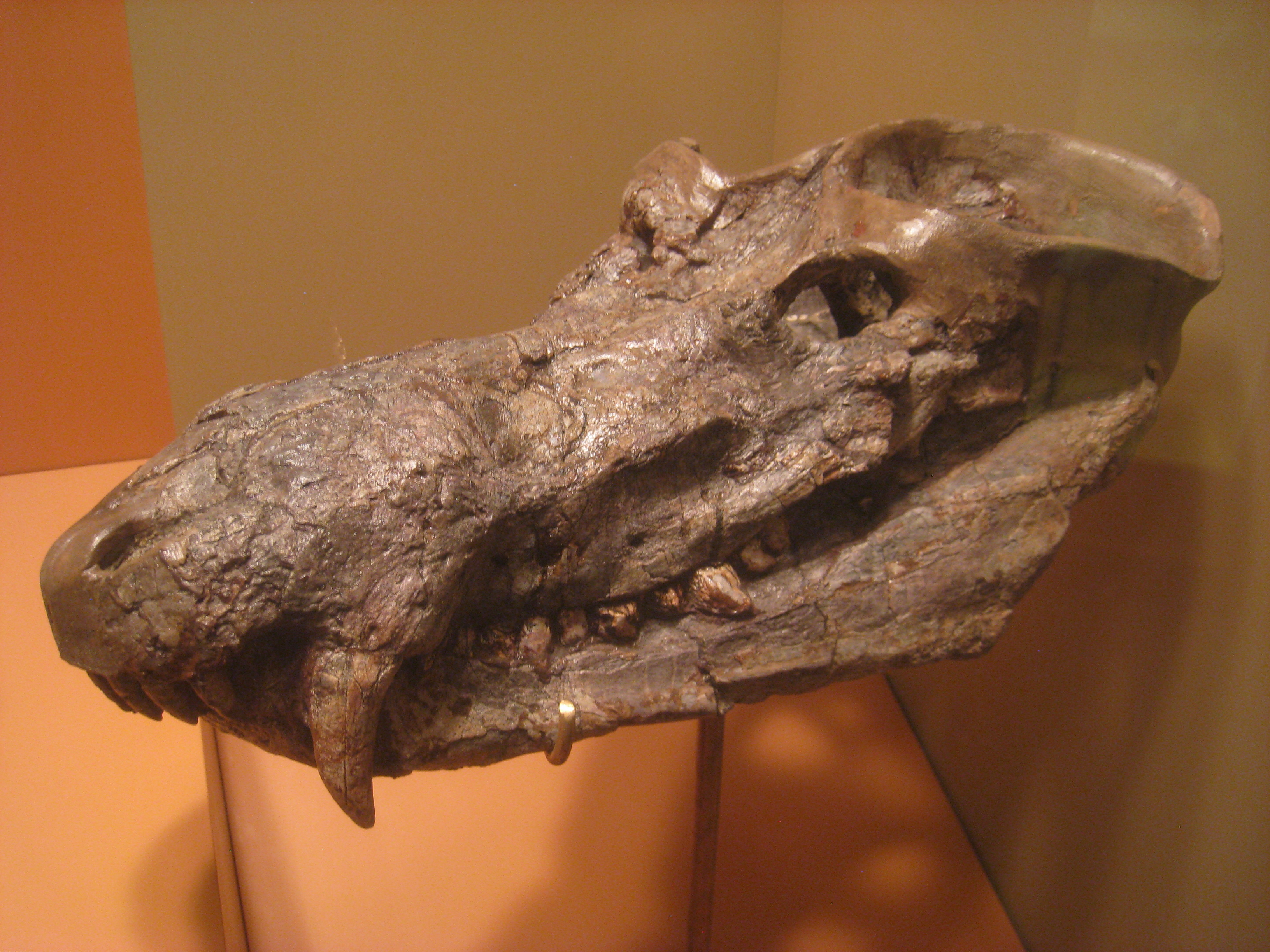
a Smithsonian Intézetből
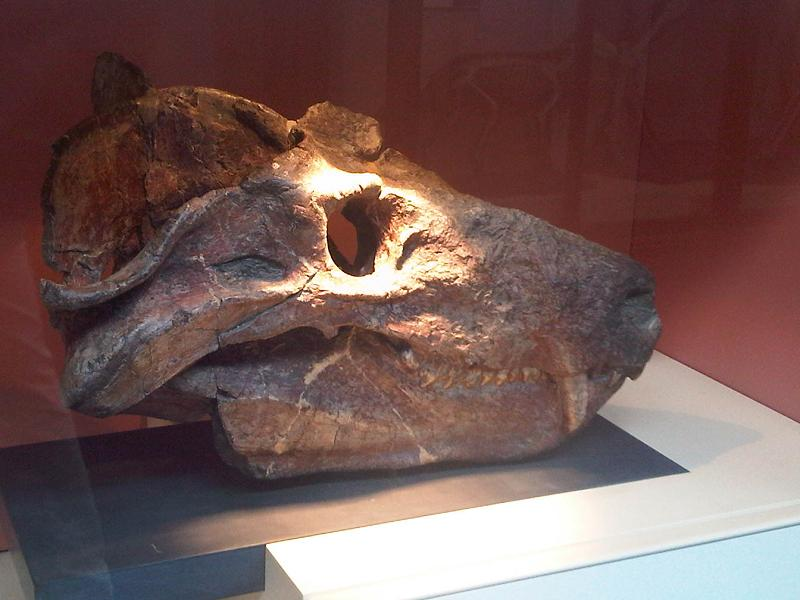
a londoni Természettudományi Múzeumban
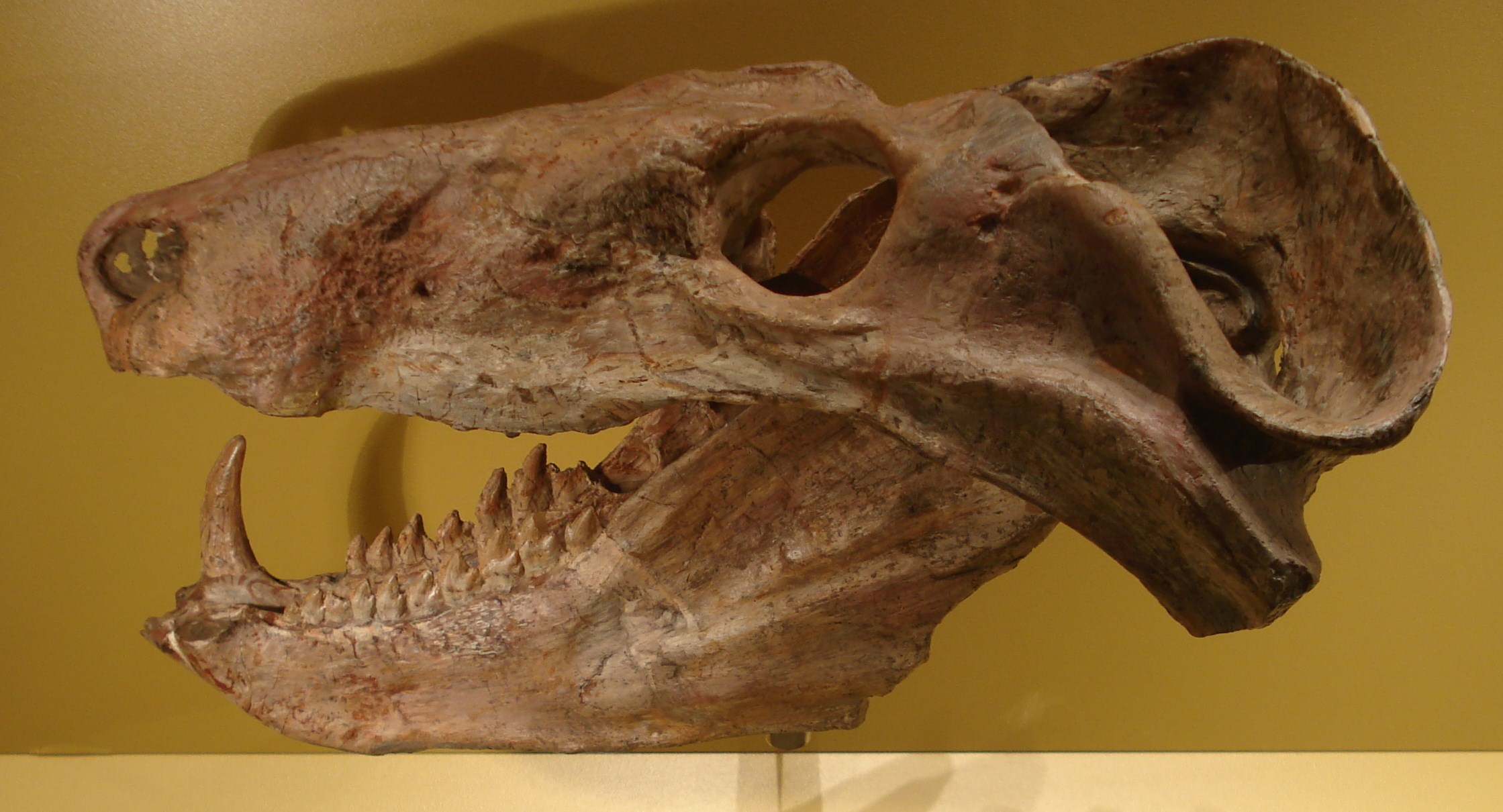
müncheni Paleontológiai Múzeumban
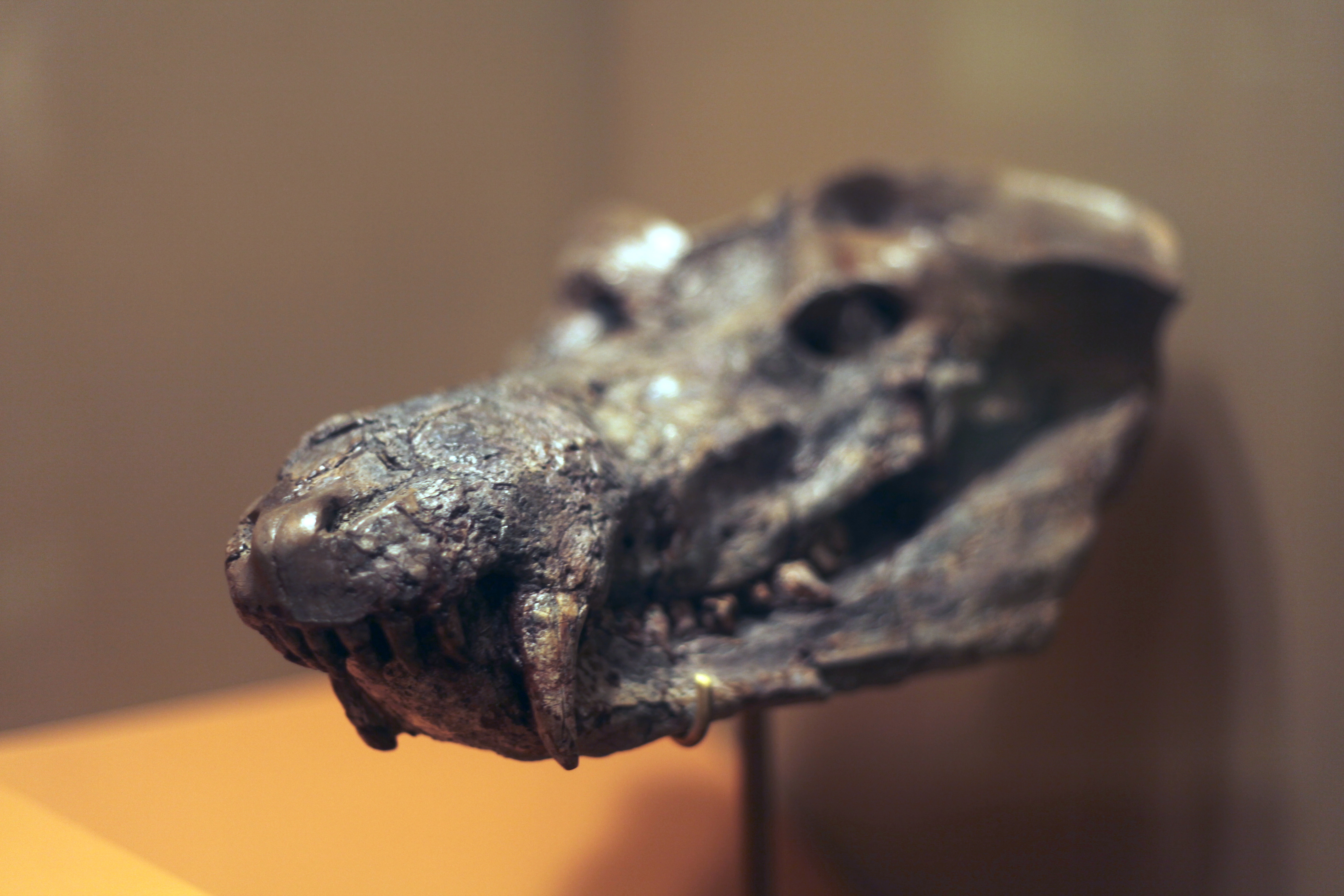
Richmond, VA, US

### Fordítás
Ez a szócikk részben vagy egészben  a   Cynognathus című angol Wikipédia-szócikk fordításán alapul.  Az eredeti cikk szerkesztőit annak laptörténete sorolja fel. Ez a jelzés csupán a megfogalmazás eredetét és a szerzői jogokat jelzi, nem szolgál a cikkben szereplő információk forrásmegjelöléseként.